# Phlugis scalpra
Phlugis scalpra är en insektsart som beskrevs av Nickle 2003. Phlugis scalpra ingår i släktet Phlugis och familjen vårtbitare. Inga underarter finns listade i Catalogue of Life.